# Discografia degli Hooverphonic
Questa è la discografia degli Hooverphonic:

## Album

### Album in studio
| Album                                                                                              | Posizioni massime in classifica | Posizioni massime in classifica | Posizioni massime in classifica | Posizioni massime in classifica | Certificazioni                           |
| Album                                                                                              | BEL                             | NLD                             | FRA                             | CHE                             | Certificazioni                           |
| -------------------------------------------------------------------------------------------------- | ------------------------------- | ------------------------------- | ------------------------------- | ------------------------------- | ---------------------------------------- |
| A New Stereophonic Sound Spectacular - Pubblicazione: 15 aprile 1997 - Etichetta: Columbia Records | 17                              | -                               | -                               | -                               |                                          |
| Blue Wonder Power Milk - Pubblicazione: 12 agosto 1998 - Etichetta: Epic Records                   | 7                               | -                               | -                               | -                               |                                          |
| The Magnificent Tree - Pubblicazione: 26 settembre 2000 - Etichetta: Epic Records                  | 2                               | -                               | 124                             | -                               | - Belgio: 2x Platino (Vendite: 100.000+) |
| Hooverphonic Presents Jackie Cane - Pubblicazione: 28 ottobre 2002 - Etichetta: Columbia Records   | 1                               | 87                              | 113                             | -                               | - Belgio: Platino (Vendite: 100.000+)    |
| No More Sweet Music - Pubblicazione: 14 novembre 2005 - Etichetta: Sony Music                      | 2                               | -                               | -                               | 99                              |                                          |
| The President of the LSD Golf Club - Pubblicazione: 2007 - Etichetta: PIAS Recordings              | 4                               | -                               | -                               | 99                              |                                          |
| The Night Before - Pubblicazione: 19 aprile 2011 - Etichetta: Sony Music                           | 2                               | 34                              | -                               | -                               | - Belgio: Platino (Vendite: 20 000+)     |
| Reflection - Pubblicazione: 15 novembre 2013 - Etichetta: Sony Music                               | 1                               | 51                              | -                               | -                               |                                          |
| In Wonderland - Pubblicazione: 11 marzo 2016 - Etichetta: Sony Music                               | 1                               | 26                              | -                               | -                               |                                          |
| Looking for Stars - Pubblicazione: 16 novembre 2018 - Etichetta: Universal Music                   | 4                               | 74                              | -                               | -                               |                                          |

### Album dal vivo
| Album                                                                                               | Posizioni massime in classifica | Posizioni massime in classifica |
| Album                                                                                               | BEL                             | CHE                             |
| --------------------------------------------------------------------------------------------------- | ------------------------------- | ------------------------------- |
| Sit Down and Listen to Hooverphonic - Pubblicazione: 16 dicembre 2003 - Etichetta: Columbia Records | 4                               | 93                              |
| Hooverphonic with Orchestra Live - Pubblicazione: 26 ottobre 2012 - Etichetta: Columbia Records     | 1                               | -                               |

### Raccolte
| Album                                                                                    | Posizioni massime in classifica | Posizioni massime in classifica |
| Album                                                                                    | BEL                             | NLD                             |
| ---------------------------------------------------------------------------------------- | ------------------------------- | ------------------------------- |
| Singles 96-06 - Pubblicazione: 21 novembre 2006 - Etichetta: Sony BMG                    | 8                               | -                               |
| Hooverphonic with Orchestra - Pubblicazione: 23 marzo 2012 - Etichetta: Columbia Records | 1                               | 69                              |
| The Best of Hooverphonic - Pubblicazione: 21 ottobre 2016 - Etichetta: Sony Music        | 6                               | -                               |

## EP
| Titolo                                                  |
| ------------------------------------------------------- |
| Battersea - Pubblicazione: 1998 - Etichetta: Sony Music |

## Singoli

### Come artisti principali
| Anno | Titolo                                    | Posizioni massime in classifica | Posizioni massime in classifica | Posizioni massime in classifica | Posizioni massime in classifica | Posizioni massime in classifica | Album di provenienza                 |
| Anno | Titolo                                    | BEL                             | NLD                             | FRA                             | ITA                             | GBR                             | Album di provenienza                 |
| ---- | ----------------------------------------- | ------------------------------- | ------------------------------- | ------------------------------- | ------------------------------- | ------------------------------- | ------------------------------------ |
| 1996 | 2 Wicky                                   | -                               | -                               | -                               | -                               | 90                              | A New Stereophonic Sound Spectacular |
| 1996 | Wardrope                                  | -                               | -                               | -                               | -                               | -                               | A New Stereophonic Sound Spectacular |
| 1997 | Inhaler                                   | -                               | -                               | -                               | -                               | -                               | A New Stereophonic Sound Spectacular |
| 1997 | Barabas                                   | -                               | -                               | -                               | -                               | -                               | A New Stereophonic Sound Spectacular |
| 1998 | Club Montepulciano                        | -                               | -                               | -                               | -                               | -                               | Blue Wonder Power Milk               |
| 1998 | Magenta/Teek                              | -                               | -                               | -                               | -                               | -                               | Blue Wonder Power Milk               |
| 1998 | Eden                                      | 12                              | -                               | -                               | -                               | -                               | Blue Wonder Power Milk               |
| 1998 | This Strange Effect                       | -                               | -                               | -                               | -                               | -                               | Blue Wonder Power Milk               |
| 1998 | Lung                                      | -                               | -                               | -                               | -                               | -                               | Blue Wonder Power Milk               |
| 2000 | Mad About You                             | 23                              | 83                              | 39                              | 8                               | -                               | The Magnificent Tree                 |
| 2000 | Vinegar & Salt                            | 53                              | -                               | -                               | -                               | -                               | The Magnificent Tree                 |
| 2000 | Out of Sight                              | 60                              | -                               | -                               | 32                              | -                               | The Magnificent Tree                 |
| 2001 | Jackie Cane                               | 53                              | 100                             | -                               | -                               | -                               | The Magnificent Tree                 |
| 2001 | Jackie Cane - The Remixes                 | -                               | -                               | -                               | -                               | -                               | The Magnificent Tree                 |
| 2002 | The World Is Mine                         | 48                              | -                               | -                               | 45                              | -                               | Hooverphonic Presents Jackie Cane    |
| 2002 | Sometimes                                 | 36                              | 69                              | -                               | -                               | -                               | Hooverphonic Presents Jackie Cane    |
| 2002 | One                                       | 61                              | -                               | -                               | -                               | -                               | Hooverphonic Presents Jackie Cane    |
| 2003 | The Last Thing I Need Is You              | 52                              | -                               | -                               | -                               | -                               | Sit Down and Listen to Hooverphonic  |
| 2005 | Wake Up                                   | 52                              | -                               | -                               | -                               | -                               | No More Sweet Music                  |
| 2005 | You Hurt Me                               | 44                              | -                               | -                               | -                               | -                               | No More Sweet Music                  |
| 2006 | Dirty Lenses                              | 56                              | -                               | -                               | -                               | -                               | No More Sweet Music                  |
| 2006 | We All Float                              | -                               | -                               | -                               | -                               | -                               | No More Sweet Music                  |
| 2007 | Expedition Impossible                     | 30                              | -                               | -                               | -                               | -                               | The President of the LSD Golf Club   |
| 2007 | Gentle Storm                              | 54                              | -                               | -                               | -                               | -                               | The President of the LSD Golf Club   |
| 2008 | Circles                                   | 73                              | -                               | -                               | -                               | -                               | The President of the LSD Golf Club   |
| 2008 | 50 Watt                                   | -                               | -                               | -                               | -                               | -                               | The President of the LSD Golf Club   |
| 2011 | The Night Before                          | 3                               | 97                              | -                               | -                               | -                               | The Night Before                     |
| 2011 | Anger Never Dies                          | 5                               | -                               | -                               | 15                              | -                               | The Night Before                     |
| 2011 | One Two Three                             | 48                              | -                               | -                               | 26                              | -                               | The Night Before                     |
| 2011 | Heartbroken                               | 55                              | -                               | -                               | -                               | -                               | The Night Before                     |
| 2012 | Happiness                                 | 40                              | -                               | -                               | -                               | -                               | Hooverphonic with Orchestra          |
| 2012 | Unfinished Sympathy                       | 27                              | -                               | -                               | -                               | -                               | Hooverphonic with Orchestra          |
| 2012 | Renaissance Affair                        | 58                              | -                               | -                               | -                               | -                               | Hooverphonic with Orchestra          |
| 2012 | George's Café                             | 80                              | -                               | -                               | -                               | -                               | Hooverphonic with Orchestra          |
| 2013 | Amalfi                                    | 4                               | -                               | -                               | -                               | -                               | Reflection                           |
| 2014 | Ether                                     | -                               | -                               | -                               | -                               | -                               | Reflection                           |
| 2014 | Boomerang                                 | -                               | -                               | -                               | -                               | -                               | Reflection                           |
| 2014 | ABC of Apology                            | -                               | -                               | -                               | -                               | -                               | Reflection                           |
| 2014 | Gravity                                   | -                               | -                               | -                               | -                               | -                               | Reflection                           |
| 2015 | Badaboum (feat. Émilie Satt e Litlo Tinz) | 3                               | -                               | -                               | -                               | -                               | In Wonderland                        |
| 2016 | I Like the Way I Dance                    | 23                              | -                               | -                               | -                               | -                               | In Wonderland                        |
| 2016 | Hiding in a Song                          | 35                              | -                               | -                               | -                               | -                               | In Wonderland                        |
| 2016 | You                                       | 26                              | -                               | -                               | -                               | -                               | In Wonderland                        |
| 2018 | Romantic                                  | 14                              | -                               | -                               | -                               | -                               | Looking for Stars                    |
| 2018 | Uptight                                   | 17                              | -                               | -                               | -                               | -                               | Looking for Stars                    |
| 2019 | Looking for Stars                         | 35                              | -                               | -                               | -                               | -                               | Looking for Stars                    |
| 2019 | Horrible Person                           | 61                              | -                               | -                               | -                               | -                               | Looking for Stars                    |
| 2020 | Release Me                                | -                               | -                               | -                               | -                               | -                               | -                                    |

### Come ospiti
| Anno | Titolo                         | Posizioni massime in classifica | Album di provenienza |
| Anno | Titolo                         | BEL                             | Album di provenienza |
| ---- | ------------------------------ | ------------------------------- | -------------------- |
| 2009 | Mijn leven (con Vijvenveertig) | 1                               | Ne stap verder       |